# Leif Erik Holm
Leif Erik Holm (ur. 1 sierpnia 1970 w Schwerin) – niemiecki ekonomista i polityk. Działacz Alternatywy dla Niemiec.

## Życiorys
Pracował jako prezenter radiowy dla prywatnej stacji Antenne MV. Studiował ekonomię w Berlinie. W 2013 zaangażował się w politykę. Na krótko został przewodniczącym struktur Alternatywy dla Niemiec w landzie Meklemburgia-Pomorze Przednie. W tym samym roku był liderem listy swojej partii w wyborach do Parlamentu Niemiec, ale nie zdobył mandatu. W 2016 wystartował w wyborach do parlamentu landu Meklemburgia-Pomorze Przednie. Partia osiągnęła drugie miejsce z wynikiem 20.8% (wyprzedzając m.in. CDU kanclerz Angeli Merkel), co przełożyło się na 18 mandatów. Objął jeden z nich i zasiadł w Landtagu Meklemburgii-Pomorza Przedniego.